# Liste der Monuments historiques in Remenoville
Die Liste der Monuments historiques in Remenoville führt die Monuments historiques in der französischen Gemeinde Remenoville auf.

## Liste der Objekte
| Bezeichnung       | Beschreibung                                                                                               | Standort                      | Kennzeichnung | Schutzstatus | Datum | Bild |
| ----------------- | --- | ----------------------------- | ------------- | ------------ | ----- | ---- |
| Hauptaltar        | Altartisch, Altaraufbau und Tabernakel; Holz und Stuck, farbig gefasst, zweite Hälfte des 18. Jahrhunderts | in der Kirche St-Epvre (Lage) | PM54000785    | Classé       | 1981  |      |
| Zwei Seitenaltäre | jeweils Altartisch und Retabel; Holz, farbig gefasst und vergoldet, um 1760                                | in der Kirche St-Epvre (Lage) | PM54001839    | Inscrit      | 1981  |      |